# پولاسکی (نیویورک)
پولاسکی (به انگلیسی: Pulaski) یک روستا در ایالات متحده آمریکا است که در شهرستان آزویگو، نیویورک واقع شده‌است. پولاسکی ۸٫۹ کیلومتر مربع مساحت و ۲٬۳۶۵ نفر جمعیت دارد و ۱۱۳ متر بالاتر از سطح دریا واقع شده‌است.